# Vstupní draft NHL 2013
Vstupní draft NHL 2013 byl 51. vstupním draftem v historii NHL. Konal se 30. června 2013 v Prudential Center v Newarku, v New Jersey, ve Spojených státech amerických (v domácí aréně New Jersey Devils). Newark hostil vstupní draft poprvé. Nejlepšími třemi draftovanými hráči byli Kanaďan Nathan MacKinnon, Fin Alexander Barkov a Kanaďan Jonathan Drouin.

## Největší naděje
Zdroj: Centrální úřad skautingu NHL (NHL Central Scouting Bureau) konečné pořadí (24. dubna 2013).
| Pořadí | Severoameričtí hráči v poli | Evropští hráči v poli  |
| ------ | --------------------------- | ---------------------- |
| 1      | Nathan MacKinnon (C)        | Valerij Ničuškin (PK)  |
| 2      | Seth Jones (O)              | Alexander Barkov (C)   |
| 3      | Jonathan Drouin (LK)        | Elias Lindholm (C)     |
| 4      | Darnell Nurse (O)           | Rasmus Ristolainen (O) |
| 5      | Sean Monahan (C)            | Alexander Wennberg (C) |
| 6      | Hunter Shinkaruk (C/LK)     | Andre Burakovsky (LK)  |
| 7      | Valentin Zykov (LK)         | Jacob de la Rose (LK)  |
| 8      | Frederik Gauthier (C)       | Robert Hagg (O)        |
| 9      | Mirco Müller (O)            | Artturi Lehkonen (LK)  |
| 10     | Anthony Mantha (PK)         | Pavel Bučněvič (LK)    |

| Pořadí | Severoameričtí brankáři | Evropští brankáři |
| ------ | ----------------------- | ----------------- |
| 1      | Zach Fucale             | Juuse Saros       |
| 2      | Eric Comrie             | Ebbe Sionas       |
| 3      | Tristan Jarry           | Luka Gracnar      |

## Výběry v jednotlivých kolech
Výběr kol draftu:
- 1. kolo
- 2. kolo
- 3. kolo
- 4. kolo
- 5. kolo
- 6. kolo
- 7. kolo

Legenda (hráčova pozice)

C Centr (Střední útočník)   O Obránce   Ú Útočník   B Brankář   LK Levé křídlo   PK Pravé křídlo

### 1. kolo
| Výběr # | Hráč                     | Národnost | Tým NHL                               | Z týmu                            |
| ------- | ------------------------ | --------- | ------------------------------------- | --------------------------------- |
| 1       | Nathan MacKinnon (C)     | Kanada    | Colorado Avalanche                    | Halifax Mooseheads (QMJHL)        |
| 2       | Alexander Barkov (C)     | Finsko    | Florida Panthers                      | Tappara (SM-liiga)                |
| 3       | Jonathan Drouin (LK)     | Kanada    | Tampa Bay Lightning                   | Halifax Mooseheads (QMJHL)        |
| 4       | Seth Jones (O)           | USA       | Nashville Predators                   | Portland Winterhawks (WHL)        |
| 5       | Elias Lindholm (C)       | Švédsko   | Carolina Hurricanes                   | Brynas IF (SHL)                   |
| 6       | Sean Monahan (C)         | Kanada    | Calgary Flames                        | Ottawa 67's (OHL)                 |
| 7       | Darnell Nurse (O)        | Kanada    | Edmonton Oilers                       | Sault Ste. Marie Greyhounds (OHL) |
| 8       | Rasmus Ristolainen (O)   | Finsko    | Buffalo Sabres                        | TPS (SM-liiga)                    |
| 9       | Bo Horvat (C)            | Kanada    | Vancouver Canucks (z New Jersey)      | London Knights (OHL)              |
| 10      | Valerij Ničuškin (LK)    | Rusko     | Dallas Stars                          | OHK Dynamo Moskva (KHL)           |
| 11      | Samuel Morin (O)         | Kanada    | Philadelphia Flyers                   | Rimouski Oceanic (QMJHL)          |
| 12      | Max Domi (C)             | Kanada    | Phoenix Coyotes                       | London Knights (OHL)              |
| 13      | Josh Morrissey (O)       | Kanada    | Winnipeg Jets                         | Prince Albert Raiders (WHL)       |
| 14      | Alexander Wennberg (C)   | Švédsko   | Columbus Blue Jackets                 | Djurgårdens IF (Swe-2)            |
| 15      | Ryan Pulock (O)          | Kanada    | New York Islanders                    | Brandon Wheat Kings (WHL)         |
| 16      | Nikita Zadorov (O)       | Rusko     | Buffalo Sabres (z Minnesoty)          | London Knights (OHL)              |
| 17      | Curtis Lazar (PK/C)      | Kanada    | Ottawa Senators                       | Edmonton Oil Kings (WHL)          |
| 18      | Mirco Müller (O)         | Švýcarsko | San Jose Sharks (z Detroitu)          | Everett Silvertips (WHL)          |
| 19      | Kerby Rychel (LK)        | Kanada    | Columbus Blue Jackets (z NY Rangers)  | Windsor Spitfires (OHL)           |
| 20      | Anthony Mantha (LK)      | Kanada    | Detroit Red Wings (ze San Jose)       | Val-d'Or Foreurs (QMJHL)          |
| 21      | Frédérik Gauthier (C)    | Kanada    | Toronto Maple Leafs                   | Rimouski Oceanic (QMJHL)          |
| 22      | Émile Poirier (LK)       | Kanada    | Calgary Flames (ze St. Louis)         | Gatineau Olympiques (QMJHL)       |
| 23      | André Burakovsky (LK)    | Švédsko   | Washington Capitals                   | Malmö Redhawks (Swe-2)            |
| 24      | Hunter Shinkaruk (LK/PK) | Kanada    | Vancouver Canucks                     | Medicine Hat Tigers (WHL)         |
| 25      | Michael McCarron (PK)    | USA       | Montreal Canadiens                    | Western Michigan Broncos (CCHA)   |
| 26      | Shea Theodore (O)        | Kanada    | Anaheim Ducks                         | Seattle Thunderbirds (WHL)        |
| 27      | Marko Daňo (PK)          | Slovensko | Columbus Blue Jackets (z Los Angeles) | HC Slovan Bratislava (KHL)        |
| 28      | Morgan Klimchuk (LK)     | Kanada    | Calgary Flames (z Pittsburghu)        | Regina Pats (WHL)                 |
| 29      | Jason Dickinson (C)      | Kanada    | Dallas Stars (z Bostonu)              | Guelph Storm (OHL)                |
| 30      | Ryan Hartman (PK)        | USA       | Chicago Blackhawks                    | Plymouth Whalers (OHL)            |

### 2. kolo
| Výběr # | Hráč                         | Národnost | Tým NHL                                             | Z týmu                               |
| ------- | ---------------------------- | --------- | --------------------------------------------------- | ------------------------------------ |
| 31      | Ian McCoshen (O)             | USA       | Florida Panthers                                    | Waterloo Blackhawks (USHL)           |
| 32      | Chris Bigras (O)             | Kanada    | Colorado Avalanche                                  | Owen Sound Attack (OHL)              |
| 33      | Adam Erne (LK)               | USA       | Tampa Bay Lightning                                 | Quebec Remparts (QMJHL)              |
| 34      | Jacob de la Rose (LK)        | Švédsko   | Montreal Canadiens (z Nashvillu)                    | Leksands IF (SHL)                    |
| 35      | J. T. Compher (LK)           | USA       | Buffalo Sabres (z Caroliny)                         | Michigan Wolverines (CCHA)           |
| 36      | Zach Fucale (B)              | Kanada    | Montreal Canadiens (z Calgary)                      | Halifax Mooseheads (QMJHL)           |
| 37      | Valentin Zykov (LK)          | Rusko     | Los Angeles Kings (z Edmontonu)                     | Baie-Comeau Drakkar (QMJHL)          |
| 38      | Connor Hurley (C)            | USA       | Buffalo Sabres                                      | Edina Hornets (MSHSL)                |
| 39      | Laurent Dauphin (C)          | Kanada    | Phoenix Coyotes (z New Jersey)                      | Chicoutimi Saguenéens (QMJHL)        |
| 40      | Remi Elie (LK)               | Kanada    | Dallas Stars                                        | London Knights (OHL)                 |
| 41      | Robert Hägg (O)              | Švédsko   | Philadelphia Flyers                                 | MODO (SHL)                           |
| 42      | Steven Santini (O)           | USA       | New Jersey Devils (z Phoenixu)                      | Boston College Eagles (HEA)          |
| 43      | Nicolas Petan (C)            | Kanada    | Winnipeg Jets                                       | Portland Winterhawks (WHL)           |
| 44      | Tristan Jarry (B)            | Kanada    | Pittsburgh Penguins (z Columbusu)                   | Edmonton Oil Kings (WHL)             |
| 45      | Nick Sörensen (PK)           | Švédsko   | Anaheim Ducks (z NY Islanders)                      | Quebec Remparts (QMJHL)              |
| 46      | Gustav Olofsson (O)          | Švédsko   | Minnesota Wild                                      | Green Bay Gamblers (USHL)            |
| 47      | Tommy Vannelli (O)           | USA       | St. Louis Blues (z Ottawy)                          | Minnetonka Skippers (MSHSL)          |
| 48      | Zach Nastasiuk (PK)          | Kanada    | Detroit Red Wings                                   | Owen Sound Attack (OHL)              |
| 49      | Gabryel Paquin-Boudreau (LK) | Kanada    | San Jose Sharks (from NY Rangers)                   | Baie-Comeau Drakkar (QMJHL)          |
| 50      | Dillon Heatherington (O)     | Kanada    | Columbus Blue Jackets (ze San Jose přes Pittsburgh) | Swift Current Broncos (WHL)          |
| 51      | Carl Dahlström (O)           | Švédsko   | Chicago Blackhawks (z Toronta)                      | Linköpings HC J20 (SE)               |
| 52      | Justin Bailey (PK)           | USA       | Buffalo Sabres (ze St. Louis)                       | Kitchener Rangers (OHL)              |
| 53      | Madison Bowey (O)            | Kanada    | Washington Capitals                                 | Kelowna Rockets (WHL)                |
| 54      | Philippe Desrosiers (B)      | Kanada    | Dallas Stars (z Vancouveru)                         | Rimouski Oceanic (QMJHL)             |
| 55      | Artturi Lehkonen (LK)        | Finsko    | Montreal Canadiens                                  | KalPa (SM-liiga)                     |
| 56      | Marc-Olivier Roy (C)         | Kanada    | Edmonton Oilers (z Anaheimu)                        | Blainville-Boisbriand Armada (QMJHL) |
| 57      | William Carrier (LK)         | Kanada    | St. Louis Blues (z Los Angeles Kings přes Edmonton) | Cape Breton Screaming Eagles (QMJHL) |
| 58      | Tyler Bertuzzi (LK)          | Kanada    | Detroit Red Wings (z Pittsburghu přes San Jose)     | Guelph Storm (OHL)                   |
| 59      | Eric Comrie (B)              | Kanada    | Winnipeg Jets (compensatory)18                      | Tri-City Americans (WHL)             |
| 60      | Linus Arnesson (O)           | Švédsko   | Boston Bruins                                       | Djurgårdens IF (Swe-2)               |
| 61      | Zach Sanford (LK)            | USA       | Washington Capitals (z Chicaga přes Winnipeg)       | Islanders Hockey Club (EJHL)         |

### 3. kolo
| Výběr # | Hráč                      | Národnost | Tým NHL                                                      | Z týmu                        |
| ------- | ------------------------- | --------- | ------------------------------------------------------------ | ----------------------------- |
| 62      | Yan-Pavel Laplante (C)    | Kanada    | Phoenix Coyotes (z Floridy přes NY Rangers a San Jose)       | PEI Rocket (QMJHL)            |
| 63      | Spencer Martin (B)        | Kanada    | Colorado Avalanche                                           | Mississauga Steelheads (OHL)  |
| 64      | Jonathan-Ismael Diaby (O) | Kanada    | Nashville Predators (z Tampy Bay)                            | Victoriaville Tigres (QMJHL)  |
| 65      | Adam Tambellini (C)       | Kanada    | New York Rangers (z Nashvillu)                               | Surrey Eagles (BCHL)          |
| 66      | Brett Pesce (O)           | USA       | Carolina Hurricanes                                          | New Hampshire Wildcats (HEA)  |
| 67      | Keegan Kanzig (O)         | Kanada    | Calgary Flames                                               | Victoria Royals (WHL)         |
| 68      | Niklas Hansson (O)        | Švédsko   | Dallas Stars (z Edmontonu)                                   | Rögle BK J20 (SE)             |
| 69      | Nicholas Baptiste (PK)    | Kanada    | Buffalo Sabres                                               | Sudbury Wolves (OHL)          |
| 70      | Eamon McAdam (B)          | USA       | New York Islanders (z New Jersey přes Minnesotu)             | Waterloo Black Hawks (USHL)   |
| 71      | Connor Crisp (LK)         | Kanada    | Montreal Canadiens (z Dallasu)                               | Erie Otters (OHL)             |
| 72      | Tyrell Goulbourne (LK)    | Kanada    | Philadelphia Flyers                                          | Kelowna Rockets (WHL)         |
| 73      | Ryan Kujawinski (C)       | Kanada    | New Jersey Devils (z Phoenixu)                               | Kingston Frontenacs (OHL)     |
| 74      | John Hayden (C)           | USA       | Chicago Blackhawks (z Winnipegu)                             | USA NTDP (USHL)               |
| 75      | Pavel Bučněvič (LK)       | Rusko     | New York Rangers (z Columbusu)                               | Severstal Čerepovec (KHL)     |
| 76      | Taylor Cammarata (C/LK)   | Kanada    | New York Islanders                                           | Waterloo Black Hawks (USHL)   |
| 77      | Jake Guentzel (C)         | USA       | Pittsburgh Penguins (z Minnesoty přes Philadelphii a Dallas) | Sioux City Musketeers (USHL)  |
| 78      | Marcus Högberg (B)        | Švédsko   | Ottawa Senators                                              | Linköpings HC J20 (SE)        |
| 79      | Mattias Janmark-Nylén (C) | Švédsko   | Detroit Red Wings                                            | AIK (SHL)                     |
| 80      | Anthony Duclair (LK)      | Kanada    | New York Rangers                                             | Quebec Remparts (QMJHL)       |
| 81      | Kurtis Gabriel (PK)       | Kanada    | Minnesota Wild (z San Jose)                                  | Owen Sound Attack (OHL)       |
| 82      | Carter Verhaeghe (C)      | Kanada    | Toronto Maple Leafs                                          | Niagara IceDogs (OHL)         |
| 83      | Bogdan Jakimov (C)        | Rusko     | Edmonton Oilers (ze St. Louis)                               | Reaktor (MHL)                 |
| 84      | Jimmy Lodge (C)           | USA       | Winnipeg Jets (z Washingtonu)                                | Saginaw Spirit (OHL)          |
| 85      | Cole Cassels (C)          | USA       | Vancouver Canucks (z Vancouveru přes Floridu)                | Oshawa Generals (OHL)         |
| 86      | Sven Andrighetto (PK)     | Švýcarsko | Montreal Canadiens                                           | Rouyn-Noranda Huskies (QMJHL) |
| 87      | Keaton Thompson (O)       | USA       | Anaheim Ducks                                                | USA NTDP (USHL)               |
| 88      | Anton Slepyšev (LK)       | Rusko     | Edmonton Oilers (z Los Angeles)                              | Salavat Julajev Ufa (KHL)     |
| 89      | Oliver Bjorkstrand (PK)   | Dánsko    | Columbus Blue Jackets (z Pittsburghu)                        | Portland Winterhawks (WHL)    |
| 90      | Peter Cehlárik (LK)       | Slovensko | Boston Bruins                                                | Luleå J20 (SE)                |
| 91      | J. C. Lipon (PK)          | Kanada    | Winnipeg Jets (z Chicaga)                                    | Kamloops Blazers (WHL)        |

### 4. kolo
| Výběr # | Hráč                 | Národnost   | Tým NHL                                                     | Z týmu                                |
| ------- | -------------------- | ----------- | ----------------------------------------------------------- | ------------------------------------- |
| 92      | Evan Cowley (B)      | USA/ Kanada | Florida Panthers                                            | Wichita Falls Wildcats (NAHL)         |
| 93      | Mason Geertsen (O)   | Kanada      | Colorado Avalanche                                          | Vancouver Giants (WHL)                |
| 94      | Jackson Houck (PK)   | Kanada      | Edmonton Oilers (z Tampy Bay přes St. Louis)                | Vancouver Giants (WHL)                |
| 95      | Felix Girard (C)     | Kanada      | Nashville Predators                                         | Baie-Comeau Drakkar (QMJHL)           |
| 96      | Kyle Platzer (C)     | Kanada      | Edmonton Oilers (z Caroliny přes Los Angeles)               | London Knights (OHL)                  |
| 97      | Michael Downing (O)  | USA         | Florida Panthers (z Calgary)                                | Dubuque Fighting Saints (USHL)        |
| 98      | Matt Buckles (C)     | Kanada      | Florida Panthers (z Edmontonu)                              | St. Michael's Buzzers (OJHL)          |
| 99      | Juuse Saros (B)      | Finsko      | Nashville Predators (z Buffala)                             | HPK (SM-liiga)                        |
| 100     | Miles Wood (LK)      | USA         | New Jersey Devils                                           | Noble and Greenough Bulldogs (NEPSAC) |
| 101     | Nicholas Paul (LK)   | Kanada      | Dallas Stars                                                | Brampton Battalion (OHL)              |
| 102     | Tobias Lindberg (PK) | Švédsko     | Ottawa Senators (z Philadelphie přes Tampu Bay)             | Djurgårdens IF J20 (SE)               |
| 103     | Justin Auger (PK)    | Kanada      | Los Angeles Kings (z Phoenixu přes Columbus a Philadelphii) | Guelph Storm (OHL)                    |
| 104     | Andrew Copp (C)      | USA         | Winnipeg Jets                                               | Michigan Wolverines (CCHA)            |
| 105     | Nick Moutrey (C/LK)  | Kanada      | Columbus Blue Jackets                                       | Saginaw Spirit (OHL)                  |
| 106     | Stephon Williams (B) | USA         | New York Islanders                                          | Minnesota State Mavericks (WCHA)      |
| 107     | Dylan Labbé (O)      | Kanada      | Minnesota Wild                                              | Shawinigan Cataractes (QMJHL)         |
| 108     | Ben Harpur (O)       | Kanada      | Ottawa Senators                                             | Guelph Storm (OHL)                    |
| 109     | David Pope (LK)      | Kanada      | Detroit Red Wings                                           | West Kelowna Warriors (BCHL)          |
| 110     | Ryan Graves (O)      | Kanada      | New York Rangers                                            | PEI Rocket (QMJHL)                    |
| 111     | Robin Norell (O)     | Švédsko     | Chicago Blackhawks (ze San Jose přes Chicago a San Jose)    | Djurgårdens IF J20 (SE)               |
| 112     | Zach Pochiro (LK)    | USA         | St. Louis Blues (z Toronta přes Nashville)                  | Prince George Cougars (WHL)           |
| 113     | Aidan Muir (W)       | Kanada      | Edmonton Oilers (ze St. Louis)                              | Victory Honda (MWEHL)                 |
| 114     | Jan Košťálek (O)     | Česko       | Winnipeg Jets (z Washingtonu)                               | Rimouski Oceanic (QMJHL)              |
| 115     | Jordan Subban (O)    | Kanada      | Vancouver Canucks                                           | Belleville Bulls (OHL)                |
| 116     | Martin Reway (LK)    | Slovensko   | Montreal Canadiens                                          | Gatineau Olympiques (QMJHL)           |
| 117     | Fredrik Bergvik (B)  | Švédsko     | San Jose Sharks (z Anaheimu přes Toronto a Chicago)         | Frölunda HC J20 (SE)                  |
| 118     | Hudson Fasching (PK) | USA         | Los Angeles Kings                                           | USA NTDP (USHL)                       |
| 119     | Ryan Segalla (O)     | USA         | Pittsburgh Penguins                                         | Salisbury Crimson Knights (NEPSAC)    |
| 120     | Ryan Fitzgerald (C)  | USA         | Boston Bruins                                               | Valley Jr. Warriors (EJHL)            |
| 121     | Tyler Motte (C)      | USA         | Chicago Blackhawks                                          | USA NTDP (USHL)                       |

### 5. kolo
| Výběr # | Hráč                        | Národnost | Tým NHL                                                  | Z týmu                               |
| ------- | --------------------------- | --------- | -------------------------------------------------------- | ------------------------------------ |
| 122     | Christopher Clapperton (LK) | Kanada    | Florida Panthers                                         | Blainville-Boisbriand Armada (QMJHL) |
| 123     | Will Butcher (O)            | USA       | Colorado Avalanche                                       | USA U-18 (USHL)                      |
| 124     | Kristers Gudļevskis (B)     | Lotyšsko  | Tampa Bay Lightning                                      | HK Rīga (MHL)                        |
| 125     | Saku Mäenalanen (PK)        | Finsko    | Nashville Predators                                      | Karpat Jr. (FINSKO-JR)               |
| 126     | Brent Pedersen (LK)         | Kanada    | Carolina Hurricanes                                      | Kitchener Rangers (OHL)              |
| 127     | Tucker Poolman (O)          | USA       | Winnipeg Jets (z Calgary přes Washington)                | Wichita Falls Wildcats (NAHL)        |
| 128     | Evan Campbell (LK)          | Kanada    | Edmonton Oilers                                          | Langley Rivermen (BCHL)              |
| 129     | Cal Petersen (B)            | USA       | Buffalo Sabres                                           | Waterloo Black Hawks (USHL)          |
| 130     | Gustav Possler (LK)         | Švédsko   | Buffalo Sabres (z New Jersey přes Los Angeles a Floridu) | MODO J20 (SE)                        |
| 131     | Cole Ully (LK)              | Kanada    | Dallas Stars                                             | Kamloops Blazers (WHL)               |
| 132     | Terrance Amorosa (O)        | Kanada    | Philadelphia Flyers                                      | Holderness Blue Bulls (NEPSAC)       |
| 133     | Connor Clifton (O)          | USA       | Phoenix Coyotes                                          | USA U-18 (USHL)                      |
| 134     | Luke Johnson (O)            | USA       | Chicago Blackhawks (z Winnipegu)                         | Lincoln Stars (USHL)                 |
| 135     | Eric Roy (O)                | Kanada    | Calgary Flames (z Columbusu)                             | Brandon Wheat Kings (WHL)            |
| 136     | Victor Crus Rydberg (C)     | Švédsko   | New York Islanders                                       | Linköpings HC J20 (SE)               |
| 137     | Carson Soucy (O)            | Kanada    | Minnesota Wild                                           | Spruce Grove Saints (AJHL)           |
| 138     | Vincent Dunn (C)            | Kanada    | Ottawa Senators                                          | Val-d'Or Foreurs (QMJHL)             |
| 139     | Mitchell Wheaton (O)        | Kanada    | Detroit Red Wings                                        | Kelowna Rockets (WHL)                |
| 140     | Teemu Kivihalme (O)         | USA       | Nashville Predators (z NY Rangers)                       | Burnsville Blaze (MSHSL)             |
| 141     | Michael Brodzinski (O)      | USA       | San Jose Sharks                                          | Muskegon Lumberjacks (USHL)          |
| 142     | Fabrice Herzog (PK)         | Švýcarsko | Toronto Maple Leafs                                      | EV Zug (NLA)                         |
| 143     | Anthony Florentino (O)      | USA       | Buffalo Sabres (ze St. Louis)                            | South Kent Cardinals (NEPSAC)        |
| 144     | Blake Heinrich (O)          | USA       | Washington Capitals                                      | Sioux City Musketeers (USHL)         |
| 145     | Anton Cederholm (O)         | Švédsko   | Vancouver Canucks                                        | Rogle BK J20 (SE)                    |
| 146     | Patrik Bartošák (B)         | Česko     | Los Angeles Kings (z Montrealu)                          | Red Deer Rebels (WHL)                |
| 147     | Grant Besse (PK)            | USA       | Anaheim Ducks                                            | Omaha Lancers (USHL)                 |
| 148     | Jonny Brodzinski (PK)       | USA       | Los Angeles Kings                                        | St. Cloud State Huskies (WCHA)       |
| 149     | Matej Paulovič (LK)         | Slovensko | Dallas Stars (z Pittsburghu)                             | Färjestad BK J20 (SE)                |
| 150     | Wiley Sherman (O)           | USA       | Boston Bruins                                            | Hotchkiss Bearcats (NEPSAC)          |
| 151     | Gage Ausmus (O)             | USA       | San Jose Sharks (z Chicaga)                              | USA U-18 (USHL)                      |

### 6. kolo
| Výběr # | Hráč                  | Národnost | Tým NHL                           | Z týmu                            |
| ------- | --------------------- | --------- | --------------------------------- | --------------------------------- |
| 152     | Joshua Brown (O)      | Kanada    | Florida Panthers                  | Oshawa Generals (OHL)             |
| 153     | Ben Storm (O)         | USA       | Colorado Avalanche                | Muskegon Lumberjacks (USHL)       |
| 154     | Henri Ikonen (LK)     | Finsko    | Tampa Bay Lightning               | Kingston Frontenacs (OHL)         |
| 155     | Emil Pettersson (C)   | Švédsko   | Nashville Predators               | Timrå IK (SHL/Swe-2)              |
| 156     | Tyler Ganly (O)       | Kanada    | Carolina Hurricanes               | Sault Ste. Marie Greyhounds (OHL) |
| 157     | Tim Harrison (PK)     | USA       | Calgary Flames                    | Dexter Varsity (NEPSAC)           |
| 158     | Ben Betker (O)        | Kanada    | Edmonton Oilers                   | Everett Silvertips (WHL)          |
| 159     | Sean Malone (C)       | USA       | Buffalo Sabres                    | USA NTDP (USHL)                   |
| 160     | Myles Bell (LK)       | Kanada    | New Jersey Devils                 | Kelowna Rockets (WHL)             |
| 161     | Chris Leblanc (PK)    | USA       | Ottawa Senators (z Dallasu)       | South Shore Kings (EJHL)          |
| 162     | Merrick Madsen (B)    | USA       | Philadelphia Flyers               | Proctor Academy Hornets (NEPSAC)  |
| 163     | Brendan Burke (B)     | USA       | Phoenix Coyotes                   | Portland Winterhawks (WHL)        |
| 164     | Dane Birks (O)        | Kanada    | Pittsburgh Penguins (z Winnipegu) | Merritt Centennials (BCHL)        |
| 165     | Markus Soberg (PK)    | Norsko    | Columbus Blue Jackets             | Frölunda HC J20 (SE)              |
| 166     | Alan Quine (C)        | Kanada    | New York Islanders                | Belleville Bulls (OHL)            |
| 167     | Avery Peterson (C)    | USA       | Minnesota Wild                    | Grand Rapids Thunderhawks (MSHSL) |
| 168     | Quentin Shore (C)     | USA       | Ottawa Senators                   | Denver Pioneers (WCHA)            |
| 169     | Marc McNulty (O)      | Kanada    | Detroit Red Wings                 | Prince George Cougars (WHL)       |
| 170     | Mackenzie Skapski (B) | Kanada    | New York Rangers                  | Kootenay Ice (WHL)                |
| 171     | Tommy Veilleux (LK)   | Kanada    | Nashville Predators (ze San Jose) | Victoriaville Tigres (QMJHL)      |
| 172     | Antoine Bibeau (B)    | Kanada    | Toronto Maple Leafs               | P.E.I. Rocket (QMJHL)             |
| 173     | Santeri Saari (O)     | Finsko    | St. Louis Blues                   | Jokerit (SM-liiga)                |
| 174     | Brian Pinho (C)       | USA       | Washington Capitals               | St. John's Prep Eagles (USHS-MA)  |
| 175     | Mike Williamson (O)   | Kanada    | Vancouver Canucks                 | Spruce Grove Saints (AJHL)        |
| 176     | Jeremy Gregoire (C)   | Kanada    | Montreal Canadiens                | Baie Comeau Drakkar (QMJHL)       |
| 177     | Miro Aaltonen (C)     | Finsko    | Anaheim Ducks                     | Espoo Blues (SM-liiga)            |
| 178     | Zac Leslie (O)        | Kanada    | Los Angeles Kings                 | Guelph Storm (OHL)                |
| 179     | Blaine Byron (C)      | Kanada    | Pittsburgh Penguins               | Smiths Falls Bears (CCHL)         |
| 180     | Anton Blidh (LK)      | Švédsko   | Boston Bruins                     | Frölunda HC J20 (SE)              |
| 181     | Anthony Louis (C)     | USA       | Chicago Blackhawks                | USA NTDP (USHL)                   |

### 7. kolo
| Výběr # | Hráč                     | Národnost | Tým NHL                                     | Z týmu                               |
| ------- | ------------------------ | --------- | ------------------------------------------- | ------------------------------------ |
| 182     | Aleksi Mäkelä (O)        | Finsko    | Dallas Stars (z Floridy)                    | Ilves (SM-liiga)                     |
| 183     | Wilhelm Westlund (O)     | Švédsko   | Colorado Avalanche                          | Färjestad BK (SHL)                   |
| 184     | Saku Salminen (C)        | Finsko    | Tampa Bay Lightning                         | Jokerit (SM-liiga)                   |
| 185     | Wade Murphy (PK)         | Kanada    | Nashville Predators                         | Penticton Vees (BCHL)                |
| 186     | Joël Vermin (PK)         | Švýcarsko | Tampa Bay Lightning (z Caroliny)            | SC Bern (NLA)                        |
| 187     | Rušan Rafikov (O)        | Rusko     | Calgary Flames                              | Loko Jaroslavl (MHL)                 |
| 188     | Gregory Chase (C/PK)     | Kanada    | Edmonton Oilers                             | Calgary Hitmen (WHL)                 |
| 189     | Eric Locke (C)           | Kanada    | Buffalo Sabres                              | Saginaw Spirit (OHL)                 |
| 190     | Brenden Kichton (O)      | Kanada    | Winnipeg Jets (z New Jersey)                | Spokane Chiefs (WHL)                 |
| 191     | Dominik Kubalík (LK)     | Česko     | Los Angeles Kings (z Dallasu)               | Sudbury Wolves (OHL)                 |
| 192     | David Drake (O)          | USA       | Philadelphia Flyers                         | Des Moines Buccaneers (USHL)         |
| 193     | Jedd Soleway (C)         | Kanada    | Phoenix Coyotes                             | Penticton Vees (BCHL)                |
| 194     | Marcus Karlström (O)     | Švédsko   | Winnipeg Jets                               | AIK J20 (SE)                         |
| 195     | Peter Quenneville (C/PK) | Kanada    | Columbus Blue Jackets                       | Dubuque Fighting Saints (USHL)       |
| 196     | Kyle Burroughs (O)       | Kanada    | New York Islanders                          | Regina Pats (WHL)                    |
| 197     | Nolan De Jong (O)        | Kanada    | Minnesota Wild                              | Victoria Grizzlies (BCHL)            |
| 198     | John Gilmour (O)         | Kanada    | Calgary Flames (z Ottawy přes Chicago)      | Providence Friars (HE)               |
| 199     | Hampus Melén (PK)        | Švédsko   | Detroit Red Wings                           | Tingsryds AIF J20 (SE)               |
| 200     | Alexandre Belanger (B)   | Kanada    | Minnesota Wild (z NY Rangers)               | Rouyn-Noranda Huskies (QMJHL)        |
| 201     | Jacob Jackson (C)        | USA       | San Jose Sharks                             | Tartan Titans (MSHSL)                |
| 202     | Andreas Johnson (LK)     | Švédsko   | Toronto Maple Leafs                         | Frölunda HC (SHL)                    |
| 203     | Janne Juvonen (B)        | Finsko    | Nashville Predators (ze St. Louis)          | Pelicans Lahti (SM-liiga)            |
| 204     | Tyler Lewington (O)      | Kanada    | Washington Capitals                         | Medicine Hat Tigers (WHL)            |
| 205     | Miles Liberati (O)       | Kanada    | Vancouver Canucks                           | London Knights (OHL)                 |
| 206     | MacKenzie Weegar (O)     | Kanada    | Florida Panthers (z Montrealu)              | Halifax Mooseheads (QMJHL)           |
| 207     | Emil Galimov (LK)        | Rusko     | San Jose Sharks (from Anaheim via Colorado) | Lokomotiv Jaroslavl (KHL)            |
| 208     | Anthony Brodeur (B)      | USA       | New Jersey Devils (z Los Angeles)           | Shattuck-St. Mary's Sabres (USHS-MN) |
| 209     | Troy Josephs (LK)        | Kanada    | Pittsburgh Penguins                         | St. Michael's Buzzers (OJHL)         |
| 210     | Mitchell Dempsey (LK)    | Kanada    | Boston Bruins                               | Sault Ste. Marie Greyhounds (OHL)    |
| 211     | Robin Press (O)          | Švédsko   | Chicago Blackhawks                          | Södertälje SK (Swe-2)                |

## Draftovaní podle národnosti
| Pořadí | Země            | Počet | Podíl v % |
|        | Severní Amerika | 153   | 72.5%     |
| ------ | --------------- | ----- | --------- |
| 1      | Kanada          | 100   | 47.4%     |
| 2      | USA             | 53    | 25.1%     |
|        | Evropa          | 58    | 27.5%     |
| 3      | Švédsko         | 25    | 11.8%     |
| 4      | Finsko          | 11    | 5.2%      |
| 5      | Rusko           | 8     | 3.8%      |
| 6      | Švýcarsko       | 4     | 1.9%      |
|        | Slovensko       | 4     | 1.9%      |
| 8      | Česko           | 3     | 1.4%      |
| 9      | Dánsko          | 1     | 0.5%      |
|        | Lotyšsko        | 1     | 0.5%      |
|        | Norsko          | 1     | 0.5%      |